# Johanniter-Unfall-Hilfe

Logo der Johanniter-Unfall-Hilfe

Die Johanniter-Unfall-Hilfe (kurz JUH) ist als Ordenswerk des Johanniterordens eine evangelische Hilfsorganisation und eine der größten Hilfsorganisationen Deutschlands. Die Johanniter-Unfall-Hilfe ist unter dem Namen Johanniter bekannt. Das Signet der Organisation zeigt das weiße, achtspitzige Johanniterkreuz auf rotem, kreisförmigen Grund mit der Umschrift Johanniter-Unfall-Hilfe. Die JUH ist im Zusammenschluss mit den Ordenswerken anderer Länder im Johanniter International (JOIN) verbunden. Die katholische Schwesterorganisation ist der Malteser Hilfsdienst.

## Geschichte
Die JUH wurde am 7. April 1952 unter Federführung von Rudolf-Christoph von Gersdorff in Bad Pyrmont gegründet; das erste Büro befand sich in Rolandseck. Der wichtigste Anlass dafür waren die vielen Verletzten und Toten aufgrund der steigenden Anzahl von Kraftfahrzeug-Unfällen.

## Johanniter-Unfall-Hilfe in Deutschland

### Organisation
Die Johanniter-Unfall-Hilfe e. V. in Deutschland (Sitz: Berlin) gliedert sich in neun Landesverbände, die über 200 Orts-, Kreis- und Regionalverbände umfassen.
Bei den Johannitern engagieren sich mehr als 31.000 hauptamtliche und rund 46.000 ehrenamtliche Mitarbeitende (2023). Rund 1,2 Millionen Menschen unterstützen die JUH als Fördermitglieder finanziell und ideell. Die Johanniter sind Träger des DZI-Spendensiegels. In der Jugendorganisation der Johanniter-Unfall-Hilfe e. V. Johanniter-Jugend beteiligen sich 15.016 Kinder und Jugendliche in Schulsanitätsdiensten und Jugendgruppen. Die Johanniter-Jugend ist sowohl Mitglied der Arbeitsgemeinschaft der Evangelischen Jugend als auch im Netzwerk Europäische Bewegung (2017).
Präsident der Johanniter-Unfall-Hilfe ist seit 20. November 2021 Volker Bescht. Ehrenpräsidenten sind Hans-Peter von Kirchbach und Wilhelm Graf Schwerin von Schwanenfeld. Die Bundesleitung besteht aus Bundespfarrer Matthias Meyer, Bundesarzt Jörg Oberfeld, Bundesausbildungsleiter Jürgen Ule und der Bundesjugendleiterin Svenja Rühmland sowie Bundesjugendleiter Markus Walper.

### Aufgaben
Die Johanniter-Unfall-Hilfe e. V. (JUH) hat sich der christlichen Nächstenliebe verpflichtet. Als ein Werk des Johanniterordens sieht sie sich durch die Nöte und Gefahren der Menschen in unserer Zeit herausgefordert. Die Hilfe von Mensch zu Mensch bildet das zentrale Motiv der Johanniter.
Zu den satzungsgemäßen Aufgaben der Johanniter-Unfall-Hilfe gehören:
- Ausbildung: Die Johanniter betätigen sich sowohl in der Breitenausbildung in Erste-Hilfe (für Führerscheinanfänger, Betriebe etc.) sowie in der Fachausbildung in der Alten- und Krankenpflege und von Rettungsdienstmitarbeitern.

- Rettungsdienst: Die JUH betreibt in Deutschland 255 Rettungswachen, welche mit Krankentransportwagen, Rettungswagen oder Notarzteinsatzfahrzeugen besetzt sind. Weiterhin betreibt die Johanniter Luftrettung sechs Standorte mit Intensivtransporthubschraubern.  Rettungswagen der Johanniter mit Kofferaufbau von WAS

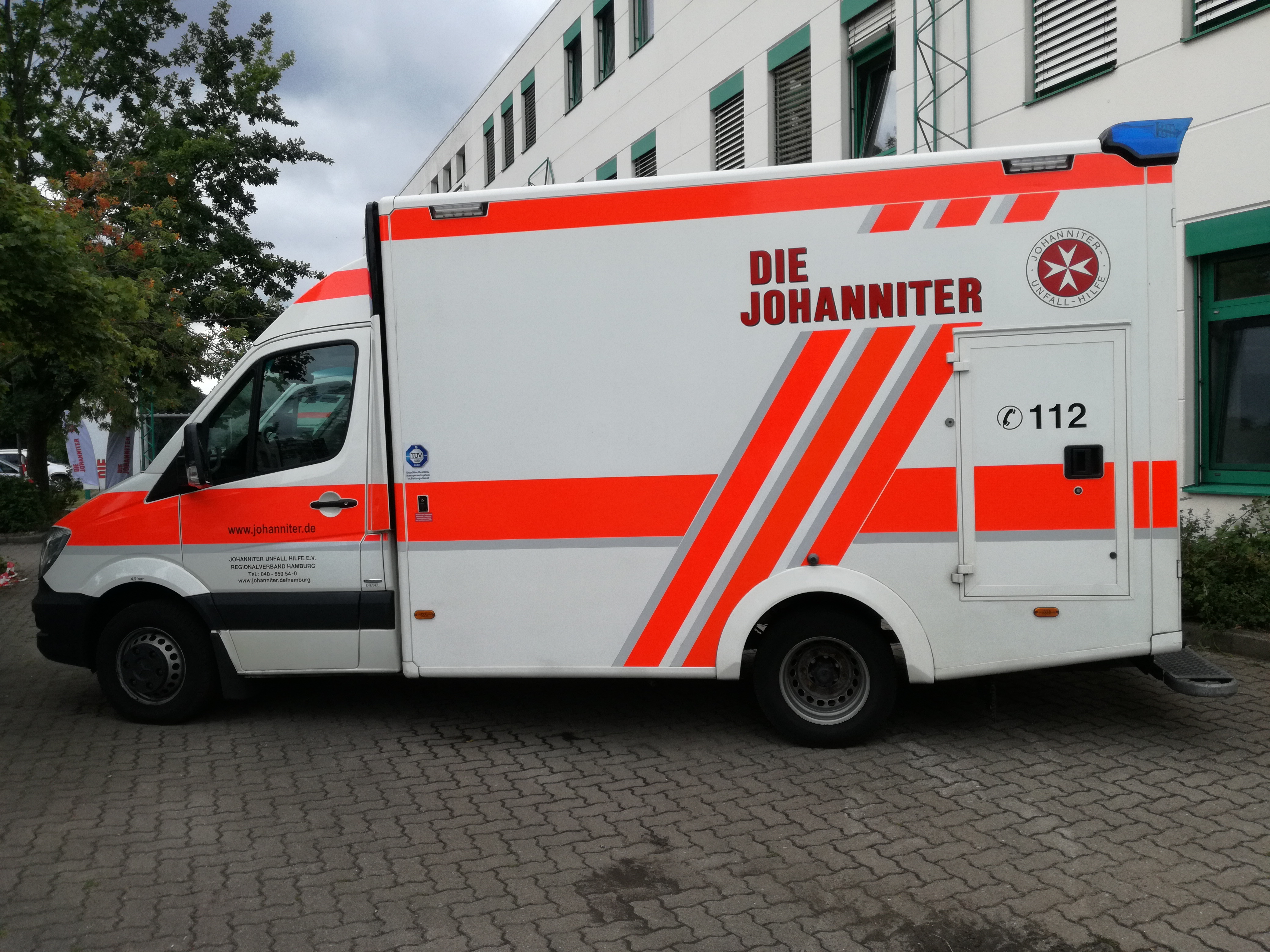
Rettungswagen der Johanniter mit Kofferaufbau von WAS

- Sanitätswachdienst: Bei Großveranstaltungen, beispielsweise kultureller oder sportlicher Art, versehen zumeist ehrenamtliche Mitglieder den Sanitätsdienst. Hierdurch wird die Einsatzbelastung der örtlichen Rettungsdienste gesenkt, da sie von der Versorgung kleiner medizinischer Notfälle (z. B. Synkopen, Unterzuckerung, Schnittwunden) entlastet werden.
- Wasserrettung

- Sanitätsreiterstaffel: Insbesondere bei Veranstaltungen in kaum oder schlecht zu befahrenden Bereichen wie Landschaftsschutzgebieten, Strand- und Wattbereich, aber teilweise auch zur Absicherung von Touristen in diesen Bereichen (z. B. Lüneburger Heide), werden berittene Sanitätseinheiten eingesetzt. Sanitätsreiterstaffel der Johanniter

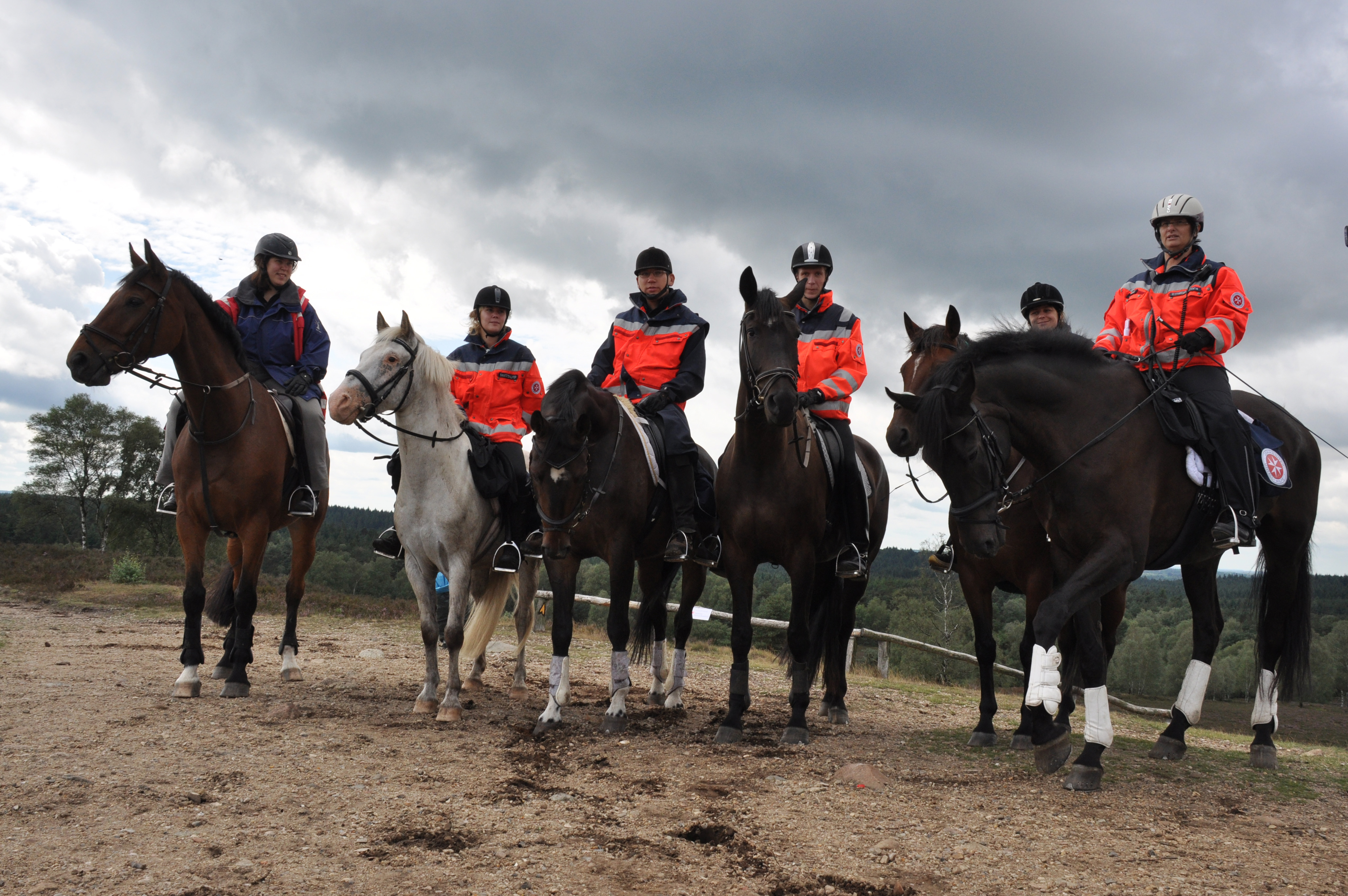
Sanitätsreiterstaffel der Johanniter

- Zivil- und Katastrophenschutz (kurz: KatS): Der KatS hat die Aufgabe, die Folgen von Großschadensereignissen zu bewältigen. Dafür besetzt die JUH vom Bund und von den Ländern gestellte Sanitäts- und Betreuungseinheiten. Die Aufgaben im Katastrophenschutz werden vor allem durch ehrenamtliche Mitarbeiter betrieben. Zum Beispiel werden alle Rettungshundestaffeln ehrenamtlich betrieben. Die JUH verfügt auch über ein Netz von Teams zur Psychosozialen Notfallversorgung (PSNV-Teams, Kriseninterventions- und Einsatznachsorgeteams) in Deutschland.

- Soziale Dienste: Die Johanniter betreuen Kinder und Jugendliche (auch im Schulsanitätsdienst), Menschen mit besonderen Bedürfnissen und Senioren. Sie betreiben beziehungsweise betrieben Sozialstationen, Kindertagesstätten und stationäre Senioreneinrichtungen, Hausnotrufe und liefern Essen auf Rädern („Menüservice“) aus. Im Jahr 2005 haben sie ihr erstes stationäres Hospiz eröffnet und engagieren sich in weiteren ambulanten Hospizdiensten. Darüber hinaus engagieren sie sich in der Betreuung von Demenzkranken und bieten (Selbst-)Hilfegruppen für Angehörige an.

- Auslandshilfe: Die Johanniter arbeiten in 30 Staaten dieser Erde. Sie bauen diese Hilfe auf ihrer medizinischen Kernkompetenz der Johanniter-Unfall-Hilfe im Inland auf. Daraus ergeben sich die zentralen Aufgaben der Johanniter-Auslandshilfe: medizinische Nothilfe nach Katastrophen, Unterstützung bei der Wiederherstellung des zivilen Alltagslebens in Krisengebieten, Aufbau von Gesundheitsdiensten, medizinische Aus- und Fortbildung, die Bekämpfung von Infektionskrankheiten und Seuchen und orthopädische Hilfe für Menschen mit besonderen Bedürfnissen und Kriegsverletzte. Der inhaltliche Schwerpunkt liegt auf der medizinischen Grundversorgung der Menschen in Katastrophengebieten und besonders benachteiligten Regionen der Welt. Leiterin ist Susanne Wesemann.[10] Außerdem besteht ein medizinisches Soforthilfeteam (Emergency Medical Team, kurz: EMT), welches in der humanitären Not- und Soforthilfe sowie im Rahmen des europäischen Katastrophenschutzmechanismus zum Einsatz kommt. Das Team besteht aus Ehrenamtlichen, die durch die Johanniter auf die weltweit möglichen Einsätze vorbereitet werden.[11] Die Johanniter wurden im Jahr 2017 als weltweit erste Nichtregierungsorganisation in der Kategorie „EMT Type 1 Mobile“ durch die Weltgesundheitsorganisation klassifiziert.

### Rechtliche Stellung
Die Johanniter-Unfall-Hilfe e. V. ist ein eingetragener Verein des privaten Rechts im Sinne des Bürgerlichen Gesetzbuches (BGB). Er ist nach der Abgabenordnung (AO) steuerrechtlich als gemeinnützig anerkannt.
Die JUH ist ein Fachverband des Diakonischen Werkes der Evangelischen Kirche in Deutschland (EKD) und als freiwillige Hilfsgesellschaft im Sinne des 1. Genfer Abkommens (Art. 26) anerkannt. In diesem Zusammenhang wird ihre Rechtsstellung im Gesetz über das Deutsche Rote Kreuz und andere freiwillige Hilfsgesellschaften im Sinne der Genfer Rotkreuz-Abkommen geregelt.

### Johanniter Luftrettung

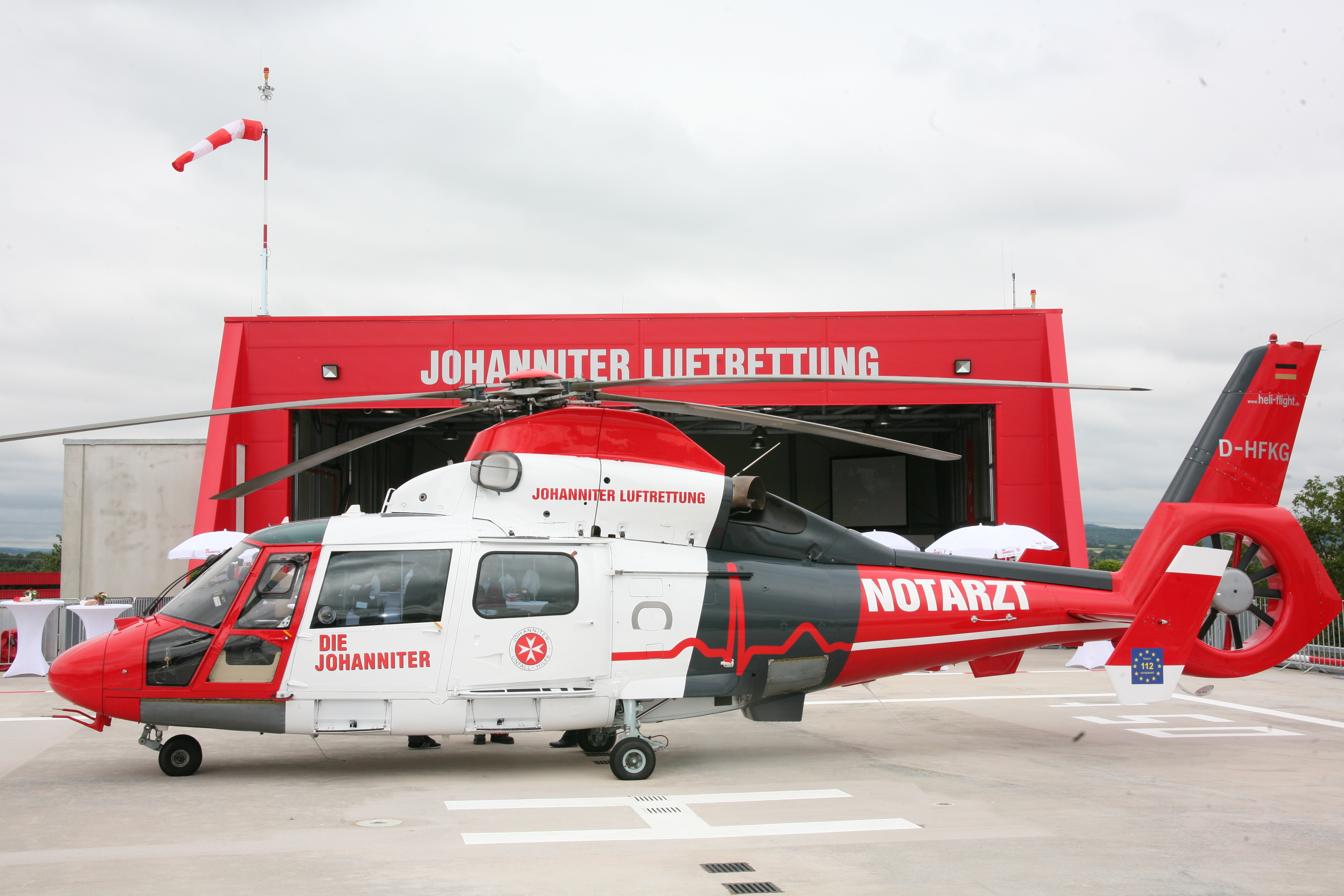
Intensivtransporthubschrauber Christoph Gießen mit AS365N3

Betreibt fünf Standorte mit Intensivtransporthubschraubern:
| Funkrufname            | Stadt        | Betreiber                     | Flugbetrieb durch | Internet   | Bemerkung | Eingesetztes Muster |
| ---------------------- | ------------ | ----------------------------- | ----------------- | ---------- | --- | ------------------- |
| Christoph Gießen       | Gießen       | Johanniter-Unfall-Hilfe e. V. | Heli-Flight       | Datenblatt | bis 2006 Christoph Reichelsheim, bis 28. Februar 2014 Christoph Hessen, Einsatzbereit rund um die Uhr, vorrangig ITH, jedoch auch Primäreinsätze, in Verbindung mit Christoph Mittelhessen               | H145D3 (BK117D3)    |
| Christoph Mittelhessen | Reichelsheim | Johanniter-Unfall-Hilfe e. V. | Heli-Flight       | Datenblatt | früher Christoph Hessen, vorrangig ITH, jedoch auch Primäreinsätze in Verbindung mit Christoph Gießen | AS365N3; EC155B1    |
| Air Rescue Nürburgring | Nürburgring  | Johanniter-Unfall-Hilfe e. V. | Heli-Flight       | Datenblatt | Der ITH steht 1. Mai 2016 bundesweit für Interhospitaltransporte zur Verfügung, kann bei Bedarf aber auch von den örtlichen Rettungsleitstellen für Primäreinsätze angefordert werden.                   | AS365N3             |
| Christoph Rostock      | Rostock      | Johanniter-Unfall-Hilfe e. V. | Heli-Flight       | Datenblatt | bis zum 30. Oktober 2014 Akkon Rostock 15-84-01, ärztlich besetzt überwiegend mit Anaesthesisten, im Bedarfsfall auch Neonatologen und/oder Kinder-Intensivpfegekräfte der Neugeborenen-Intensivstation. | AS365N3             |
| Air Rescue Pfalz       | Sembach      | Johanniter-Unfall-Hilfe e. V. | Heli-Flight       | Datenblatt | Von 22. Oktober 2018 bis 2. September 2019 in Sembach stationiert. Diente vorrangig zum Patiententransport zwischen den Standorten des Westpfalz-Klinikums.                                              | AS365N3             |

### Johanniter-Akademie Mitteldeutschland
Die Johanniter-Akademie Mitteldeutschland wurde im Oktober 2008 in Leipzig vom heutigen Akademieleiter Lars Menzel gegründet. Die Johanniter-Akademie Mitteldeutschland ist anerkannter Bildungsträger für Aus-, Fort- und Weiterbildung im Bereich Gesundheit und Soziales, internationale Trainings der American Heart Association und Ausbilderschulungen der Berufsgenossenschaften. Neuer Standort wird ab 2024 der Campus Lorenzo in Leipzig-Reudnitz.

### Mitgliedschaften
Die Johanniter-Unfall-Hilfe ist Mitglied der Aktion Deutschland Hilft (ADH), einem Zusammenschluss deutscher Hilfsorganisationen, die im Falle großer Katastrophen und Notsituationen im Ausland gemeinsam schnelle und effektive Hilfe leisten wollen. In der akuten Phase großer Katastrophen im Ausland wendet sich der Zusammenschluss mit einem gemeinsamen Spendenaufruf an die Öffentlichkeit. In Ausnahmefällen ist Aktion Deutschland Hilft auch im Inland tätig.
Daneben ist die JUH Mitglied im Aktionsbündnis gegen AIDS.

### Hans-Dietrich-Genscher-Preis
Alle zwei Jahre vergibt die JUH den Hans-Dietrich-Genscher-Preis an Menschen, die sich in der Notfallrettung oder der Rettungsmedizin besonders verdient gemacht haben.

### Kritik
Regelmäßig kommt es zu Vorfällen mit Drückerkolonnen der Tochtergesellschaften GIP Gesellschaft für Information und Publizistik mbH aus Dortmund und Köln, die durch Haustürgeschäfte Fördermitglieder im Auftrag der JUH akquirieren. Dabei werden Unwahrheiten über die Nachteile einer nicht-Mitgliedschaft als Argument genutzt, für eine Mitgliedschaft zu werben.
Medien berichteten, dass in den Rettungsdiensten in Deutschland Patienten mit fremdländisch wirkendem Aussehen oder Namen aufgrund rassistischer Motive schlechter behandelt würden. Dies betreffe vor allem den Malteser Hilfsdienst und die JUH in Nordrhein-Westfalen. Die Hilfsdienste versicherten, eine umfassende Untersuchung der Vorwürfe einzuleiten. Weiterhin ist es bei der Johanniter-Unfallhilfe in Brandenburg zu einem tätlichen Angriff auf eine dunkelhäutige Person gekommen. Im Oktober 2022 hat ein Rettungssanitäter bei einem Lieferanten den aus dem Autofenster herausgestreckten Arm vorsätzlich gebrochen.

## Johanniter-Unfall-Hilfe in Österreich

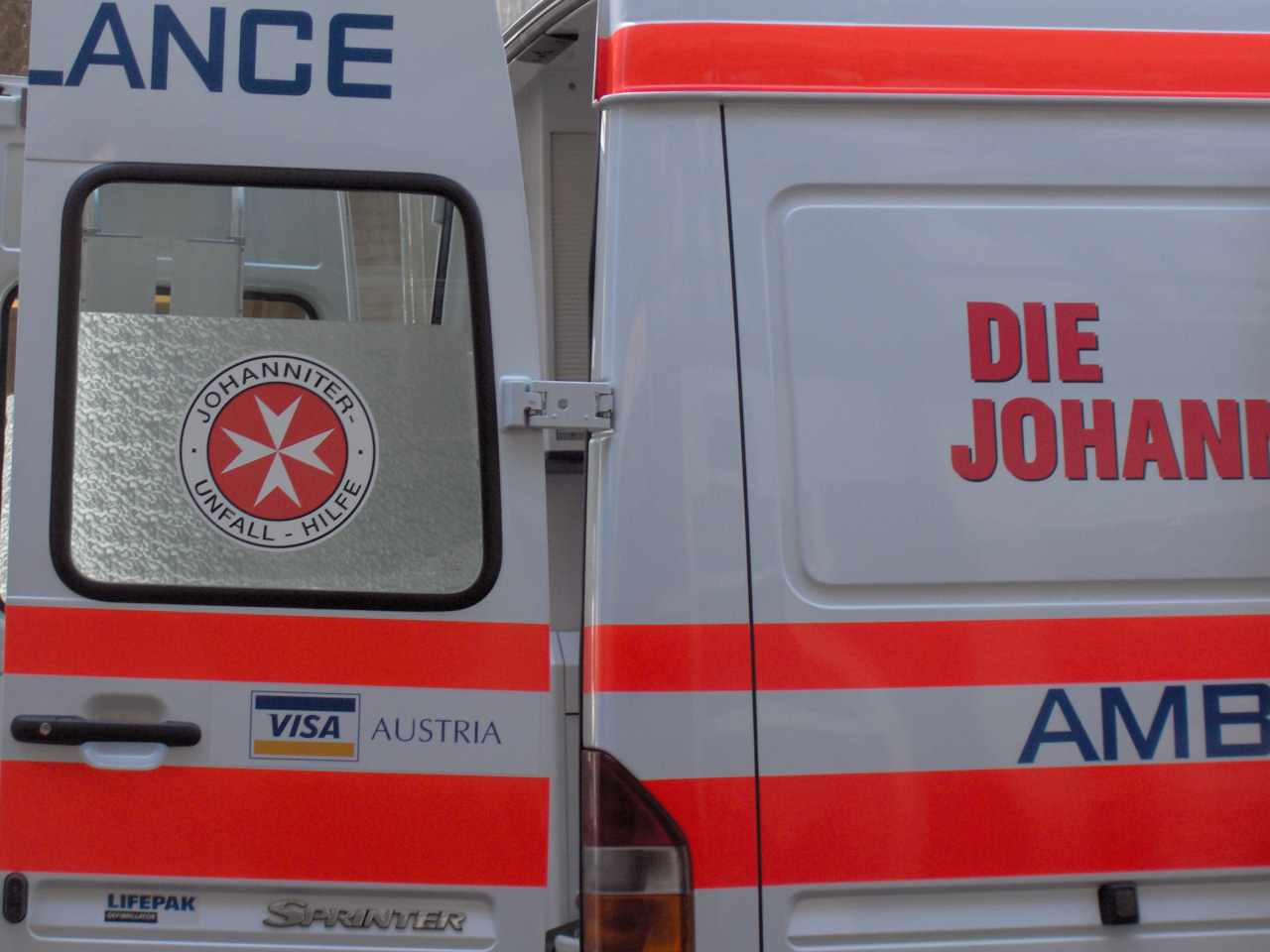
Johanniter-Unfall-Hilfe, Wien

In Österreich wurde die Johanniter-Unfall-Hilfe am 21. Juni 1974 in Wien gegründet, wo sie mit dem ersten Fahrzeug gemeinsam mit dem Österreichischen Roten Kreuz Krankentransporte durchführte. Heute ist die Johanniter-Unfall-Hilfe Österreich ein Partner des „Vier für Wien“-Rettungsverbundes: Die vier größten Rettungsorganisationen Wiens (ÖRK, ASBÖ, JUH, MHDA) arbeiten seit einigen Jahren verstärkt im Rettungsdienst zusammen. Die Notfalleinsätze in Wien werden zentral über die Leitstelle der Wiener Rettung (MA 70) aufgenommen und anschließend auf die Organisationen des Rettungsverbunds verteilt. Davor gab es in den Bundesländern eigene Notrufnummern, um die Johanniter zu kontaktieren. In Kärnten stellten die Johanniter beispielsweise erst 1999 auf die national weitverbreitete Notrufnummer 144 um.
Die JUH Österreich verfügt über Bereiche in Wien, Orth an der Donau, Waidhofen an der Ybbs, Tirol und Kärnten. Die einzelnen Bereiche haben allerdings unterschiedliche Aufgabenschwerpunkte. In Wien, Kärnten, Tirol und Orth nehmen die Johanniter u. a. Aufgaben der Notfallrettung wahr.
In Wien ist die JUH an zwei Standorten vertreten und bietet verschiedene Dienstleistungen an. Neben dem Rettungs- und Krankentransportdienst betreiben die Johanniter in Wien einen Pflegenotdienst (früher Akutpflegedienst AID), der jedem akut pflegebedürftigem Menschen zur Verfügung steht, sowie in Kooperation mit dem Transplantationszentrum am Wiener AKH bodengebundene Blut- und Organstransporte. Der Pflegenotdienst wird vom Fonds Soziales Wien und aus Spendengeldern finanziert. Weiter bieten die Johanniter in vielen Teilen Österreichs Erste Hilfe Kurse an. Bewerkstelligt wird das, indem entweder die nächstgelegene Ortsstelle damit beauftragt wird oder eigens dafür zuständige Schulungswagen aus Wien geschickt werden.

## Die Johanniter-Unfall-Hilfe in Polen
Die Johanniter engagierten sich schon seit über 20 Jahren von Deutschland aus im östlichen Nachbarstaat und hatten bereits 21 Sozialstationen aufgebaut. Im Zuge der Osterweiterung der Europäischen Gemeinschaft im Mai 2004 wurde das Johanniter-Hilfswerk gegründet, welches am 31. August seine Arbeit aufnahm. Zusammen mit der 2003 gegründeten polnischen Johanniter-Stiftung wird sich vor allem im Rettungsdienst, in der ambulanten Pflege und in der Jugendarbeit engagiert. Seit ihrer Gründung konnte die Joannici Dzieło Pomocy ein ständiges Wachstum verzeichnen, welches aufgrund der hohen Nachfrage an Erste-Hilfe-Kursen auch weiterhin bestehen wird.

## St John Ambulance
St John Ambulance ist ein freiwilliger Rettungsdienst in England und eine Schwesterorganisation der Johanniter. Die St John Ambulance ist zuständig für den Sanitätsdienst in den britischen Kasernen in Deutschland. Außerhalb des Kasernengeländes kommt sie nur wenig zum Einsatz. So wurde zum Beispiel der Sanitätsdienst während der Fußballweltmeisterschaft im Jahr 2006 oder beim Libori-Fest in Paderborn in Zusammenarbeit mit den Johannitern durchgeführt.